# Divisió de Chhattisgarh
La Divisió de Chhattisgarh fou una antiga divisió administrativa de l'Índia britànica, que abastava la conca superior del riu Mahanadi, a la part central de l'actual estat de Chhattisgarh, Índia.
La Divisió de Chattisgarh fou ocupada pels Bhonsle, que eren marathes, i incorporada al Regne de Nagpur al segle XVIII. El Regne de Nagpur va ser annexat a l'Índia britànica el 1853, i es va convertir en la Província de Nagpur. El 1861, la província de Nagpur fou fusionada amb els Territoris de Saugor i Nerbudda per formar les Províncies Centrals. La divisió de Chhattisgarh incloïa tres districtes, Raipur, Bilaspur, i Sambalpur. Limitava al nord amb els Estats de Chota Nagpur, a l'est amb els Estats tributaris d'Orissa, al sud amb els estats principescos de Bastar i Kanker, i a l'oset amb les divisions de Nagpur i Jabalpur i els estats principescos de Kawardha, Khairagarh i Nandgaon. El districte de Sambalpur fou transferit a la Presidència de Bengala el 1905.